# 데이터 매핑
데이터 매핑(data mapping)은 컴퓨팅 및 데이터 관리에서 두 개의 서로 다른 데이터 모델 간에 데이터 요소 매핑을 생성하는 프로세스이다. 데이터 매핑은 다음을 포함하여 다양한 데이터 통합 작업의 첫 번째 단계로 사용된다.
- 데이터 원본과 대상 간의 데이터 변환 또는 데이터 조정
- 데이터 계보 분석의 일부로 데이터 관계 식별
- 데이터 마스킹 또는 비식별화 프로젝트의 일환으로 다른 사용자 ID에 숨겨진 주민등록번호 마지막 4자리 등 숨겨진 민감정보 발견
- 여러 데이터베이스를 단일 데이터베이스로 통합하고 통합 또는 제거할 중복 데이터 열을 식별

예를 들어, 다른 회사와 구매 및 송장을 전송 및 수신하려는 회사는 데이터 매핑을 사용하여 회사 데이터에서 구매 주문서 및 송장과 같은 항목에 대한 표준화된 ANSI ASC X12 메시지에 대한 데이터 맵을 생성할 수 있다.

## 같이 보기
- 데이터 랭글링
- 메타데이터
- 시맨틱 웹
- XSLT